# ایستگاه متروی مدافعان سلامت
ایستگاه مترو مدافعان سلامت  یکی از ایستگاه‌های خط ۷ مترو تهران است که در تقاطع بزرگراه شهید چمران و خیابان ستارخان (چهارراه توحید) واقع شده‌ است. این ایستگاه در ۲۷ خرداد ۱۴۰۰ تأسیس شده‌ است. ابتدا نام این ایستگاه باقرخان بود اما بعد از شیوع ویروس کرونا و به علت جانفشانی‌های جامعه پزشکی، ایستگاه باقرخان به ایستگاه مدافعان سلامت نامگذاری شد.
ورودی شرقی این ایستگاه در ۲۵ اسفند ۱۴۰۰، به بهره‌برداری رسید.